# Birger Aurell
Nils Birger Aurell, född den 17 december 1880 i Stockholm, död den 31 mars 1952 i Jönköping, var en svensk jurist. Han var son till Fritz Aurell.
Aurell avlade juris utriusque kandidatexamen vid Uppsala universitet 1903. Han var adjungerad ledamot i Hovrätten över Skåne och Blekinge 1909–1915. Aurell blev hovrättsråd i Göta hovrätt 1915 och divisionsordförande där 1935. Han blev riddare av Nordstjärneorden 1920 och kommendör av andra klassen av samma orden 1931. Aurell vilar på Skogskyrkogården i Jönköping.